# JLPGAツアーチャンピオンシップ
JLPGAツアーチャンピオンシップ（ジェイエルピージーエーツアーチャンピオンシップ）は、毎年11月最終週に宮崎県で行われている、日本女子プロゴルフ協会主催のメジャー大会の1つである。男子の日本シリーズに相当する大会である。2020年現在、賞金総額1億2000万円、優勝賞金3000万円。

## 概要
1979年に明治乳業 (現・明治）の協賛で当時同社が発売していたレディーボーデンのタイトルを冠して「JLPGAレディーボーデンカップ」としてスタート。その後レディーボーデンが明治乳業からロッテに販売権が移ったため、1990年からは引き続き明治乳業が協賛で「JLPGA明治乳業カップ」として行われたが2000年には冠スポンサーなしで前身の「LPGAツアーチャンピオンシップ」（スポンサーはきんでん・サン・マイクロシステムズ・日立製作所など）となり、2001年からは複写機のリコーが協賛となり、現在の名称になった。
当大会は日本女子プロゴルフ選手権大会コニカミノルタ杯・日本女子オープンゴルフ選手権競技・ワールドレディスチャンピオンシップとともに4大公式戦の1つである。下記の出場資格を満たす選手のみで、4日間72ホール制で行われる、その年の女子プロゴルファー実力日本一決定戦とされている。女子プロゴルフツアーでは1年間を締め括る大会でもあり、この大会で優勝すると女子プロゴルフ大会3年間のシード権が与えられる。

## 出場資格
2020年までの出場資格は下記のとおり。
1. 当該年度のJLPGAツアー優勝者
2. 当該年度USLPGAツアー優勝のJLPGAの会員
3. 当該年度9月22日時点のロレックスランキング上位30名までのJLPGAの会員
4. 大会開催前週までの当該年度賞金ランキング上位30名までの者

なお、2020年は新型コロナウイルス感染拡大の影響により出入国が制限されている状況に鑑み、「当該年度10月27日時点のロレックスランキング上位90名までのJLPGAの会員」にも出場資格が認められた。
2021年からは、賞金ランキングによる出場資格付与を廃止するなど、下記のとおり出場資格が変更される。
1. 当該年度のJLPGAツアー優勝者
2. 当該年度USLPGAツアー優勝のJLPGAの会員
3. 当該年度11月9日時点のロレックスランキング上位50名までのJLPGAの会員
4. 大会開催前週までの当該年度メルセデス・ランキング上位者（40名に達するまで）

## 大会歴代優勝者及び開催コース
| JLPGAレディーボーデンカップ                | JLPGAレディーボーデンカップ | JLPGAレディーボーデンカップ | JLPGAレディーボーデンカップ | JLPGAレディーボーデンカップ | JLPGAレディーボーデンカップ    |
| 開催年                                     | 開催回                      | 開催期間                    | 優勝者                      | 開催地                      | 開催コース                     |
| ------------------------------------------ | --------------------------- | --------------------------- | --------------------------- | --------------------------- | ------------------------------ |
| 1979年                                     | 第1回                       | 11月10日、11日              | 涂阿玉                      | 山梨県                      | 河口湖カントリークラブ         |
| 1980年                                     | 第2回                       | 10月17日 - 19日             | 吉川なよ子                  | 山梨県                      | 河口湖カントリークラブ         |
| 1981年                                     | 第3回                       | 10月16日 - 18日             | 森口祐子                    | 山梨県                      | 河口湖カントリークラブ         |
| 1982年                                     | 第4回                       | 10月15日 - 17日             | 涂阿玉                      | 山梨県                      | 河口湖カントリークラブ         |
| 1983年                                     | 第5回                       | 11月25日 - 27日             | 涂阿玉                      | 千葉県                      | オーク・ヒルズカントリークラブ |
| 1984年                                     | 第6回                       | 11月23日 - 25日             | 大迫たつ子                  | 千葉県                      | オーク・ヒルズカントリークラブ |
| 1985年                                     | 第7回                       | 11月29日 - 12月1日          | 森口祐子                    | 千葉県                      | オーク・ヒルズカントリークラブ |
| 1986年                                     | 第8回                       | 11月28日 - 30日             | 大迫たつ子                  | 千葉県                      | オーク・ヒルズカントリークラブ |
| 1987年                                     | 第9回                       | 11月27日 - 29日             | 森口祐子                    | 千葉県                      | オーク・ヒルズカントリークラブ |
| 1988年                                     | 第10回                      | 11月25日 - 27日             | 黄玥珡                      | 千葉県                      | オーク・ヒルズカントリークラブ |
| 1989年                                     | 第11回                      | 11月24日 - 26日             | 平瀬真由美                  | 千葉県                      | オーク・ヒルズカントリークラブ |
| JLPGA明治乳業カップ                        |                             |                             |                             |                             |                                |
| 開催年                                     | 開催回                      | 開催期間                    | 優勝者                      | 開催地                      | 開催コース                     |
| 1990年                                     | 第12回                      | 11月23日 - 25日             | 高須愛子                    | 千葉県                      | オーク・ヒルズカントリークラブ |
| 1991年                                     | 第13回                      | 11月29日 - 12月1日          | 具玉姫                      | 千葉県                      | オーク・ヒルズカントリークラブ |
| 1992年                                     | 第14回                      | 11月27日 - 29日             | 中野晶                      | 千葉県                      | オーク・ヒルズカントリークラブ |
| 1993年                                     | 第15回                      | 11月26日 - 28日             | 原田香里                    | 宮崎県                      | 青島ゴルフ倶楽部               |
| 1994年                                     | 第16回                      | 11月25日 - 27日             | 平瀬真由美                  | 宮崎県                      | 青島ゴルフ倶楽部               |
| 1995年                                     | 第17回                      | 11月24日 - 26日             | 塩谷育代                    | 宮崎県                      | 青島ゴルフ倶楽部               |
| 1996年                                     | 第18回                      | 11月21日 - 24日             | 井上陽子                    | 宮崎県                      | 青島ゴルフ倶楽部               |
| 1997年                                     | 第19回                      | 11月27日 - 30日             | 福嶋晃子                    | 宮崎県                      | 青島ゴルフ倶楽部               |
| 1998年                                     | 第20回                      | 11月26日 - 29日             | 李英美（イ・ヨンミ）        | 宮崎県                      | ハイビスカスゴルフクラブ       |
| 1999年                                     | 第21回                      | 11月25日 - 28日             | 肥後かおり                  | 宮崎県                      | ハイビスカスゴルフクラブ       |
| LPGAツアーチャンピオンシップ               |                             |                             |                             |                             |                                |
| 開催年                                     | 開催回                      | 開催期間                    | 優勝者                      | 開催地                      | 開催コース                     |
| 2000年                                     | 第22回                      | 11月23日 - 26日             | 中野晶                      | 宮崎県                      | ハイビスカスゴルフクラブ       |
| LPGAツアーチャンピオンシップ リコーカップ  |                             |                             |                             |                             |                                |
| 開催年                                     | 開催回                      | 開催期間                    | 優勝者                      | 開催地                      | 開催コース                     |
| 2001年                                     | 第23回                      | 11月22日 - 25日             | 肥後かおり                  | 宮崎県                      | ハイビスカスゴルフクラブ       |
| 2002年                                     | 第24回                      | 11月28日 - 12月1日          | 高又順（コウ・ウスン）      | 宮崎県                      | ハイビスカスゴルフクラブ       |
| 2003年                                     | 第25回                      | 11月27日 - 30日             | 不動裕理                    | 宮崎県                      | 宮崎カントリークラブ           |
| 2004年                                     | 第26回                      | 11月25日 - 28日             | 不動裕理                    | 宮崎県                      | 宮崎カントリークラブ           |
| 2005年                                     | 第27回                      | 11月24日 - 27日             | 大山志保                    | 宮崎県                      | 宮崎カントリークラブ           |
| 2006年                                     | 第28回                      | 11月23日 - 26日             | 横峯さくら                  | 宮崎県                      | 宮崎カントリークラブ           |
| 2007年                                     | 第29回                      | 11月22日 - 25日             | 古閑美保                    | 宮崎県                      | 宮崎カントリークラブ           |
| 2008年                                     | 第30回                      | 11月27日 - 30日             | 古閑美保                    | 宮崎県                      | 宮崎カントリークラブ           |
| 2009年                                     | 第31回                      | 11月26日 - 29日             | 横峯さくら                  | 宮崎県                      | 宮崎カントリークラブ           |
| 2010年                                     | 第32回                      | 11月25日 - 28日             | 朴仁妃                      | 宮崎県                      | 宮崎カントリークラブ           |
| 2011年                                     | 第33回                      | 11月24日 - 27日             | 全美貞                      | 宮崎県                      | 宮崎カントリークラブ           |
| 2012年                                     | 第34回                      | 11月22日 - 25日             | イ・ボミ                    | 宮崎県                      | 宮崎カントリークラブ           |
| 2013年                                     | 第35回                      | 11月28日 - 12月1日          | 大山志保                    | 宮崎県                      | 宮崎カントリークラブ           |
| 2014年                                     | 第36回                      | 11月27日 - 30日             | テレサ・ルー                | 宮崎県                      | 宮崎カントリークラブ           |
| 2015年                                     | 第37回                      | 11月26日 - 29日             | 申智愛                      | 宮崎県                      | 宮崎カントリークラブ           |
| 2016年                                     | 第38回                      | 11月24日 - 27日             | キム・ハヌル                | 宮崎県                      | 宮崎カントリークラブ           |
| 2017年                                     | 第39回                      | 11月23日 - 26日             | テレサ・ルー                | 宮崎県                      | 宮崎カントリークラブ           |
| 2018年                                     | 第40回                      | 11月22日 - 25日             | 申智愛                      | 宮崎県                      | 宮崎カントリークラブ           |
| 2019年                                     | 第41回                      | 11月28日 - 12月1日          | ペ・ソンウ                  | 宮崎県                      | 宮崎カントリークラブ           |
| JLPGAツアーチャンピオンシップ リコーカップ |                             |                             |                             |                             |                                |
| 2020年                                     | 第42回                      | 11月26日 - 29日             | 原英莉花                    | 宮崎県                      | 宮崎カントリークラブ           |
| 2021年                                     | 第43回                      | 11月25日 - 28日             | 三ヶ島かな                  | 宮崎県                      | 宮崎カントリークラブ           |
| 2022年                                     | 第44回                      | 11月24日 - 27日             | 山下美夢有                  | 宮崎県                      | 宮崎カントリークラブ           |
| 2023年                                     | 第45回                      | 11月23日 - 26日             | 山下美夢有                  | 宮崎県                      | 宮崎カントリークラブ           |
| 2024年                                     | 第46回                      | 11月21日 - 24日             | 桑木志帆                    | 宮崎県                      | 宮崎カントリークラブ           |

## 放送・配信
- 3日目は主催局の日本テレビ及び地元のテレビ宮崎[注 1]で生中継、最終日はNNN系列30局とFNS系列の沖縄テレビを含む全国31局ネットで録画放送されている。また日テレジータスでも放送が行われている[注 2]。

## その他
- 1993年以降、宮崎県ではこの大会が行われる前の週に男子ゴルフの「ダンロップフェニックストーナメント」が開催されるため、2週続けてゴルフトーナメントが開催される事になる。

## 参考
- 日本女子プロゴルフ協会 LPGAツアーチャンピオンシップ